# 特里奧恩冰原島峰
72°25′S 3°59′W / 72.417°S 3.983°W
特里奧恩冰原島峰，是南極洲的冰原島峰，位於毛德皇后地的瑪塔公主海岸，處於博格山西北面13公里，挪威製圖師根據探險隊的測量和空中照片繪入地圖，現時由南極條約體系管理。